# Blue Hole (Gozo)

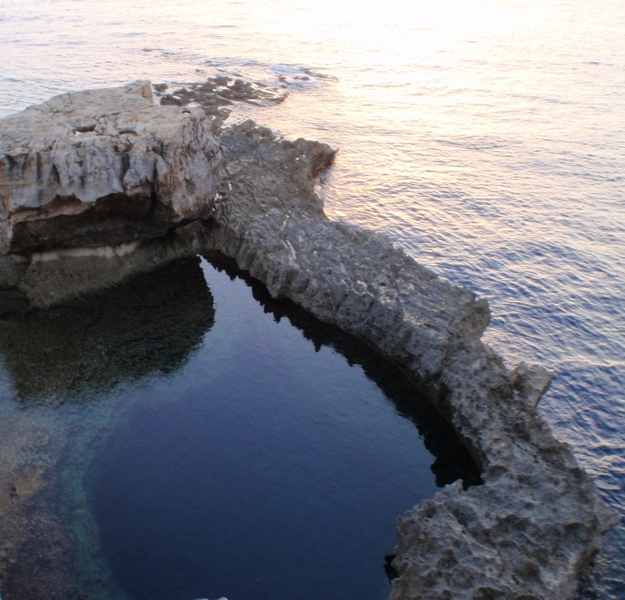
Blick auf das Blue Hole

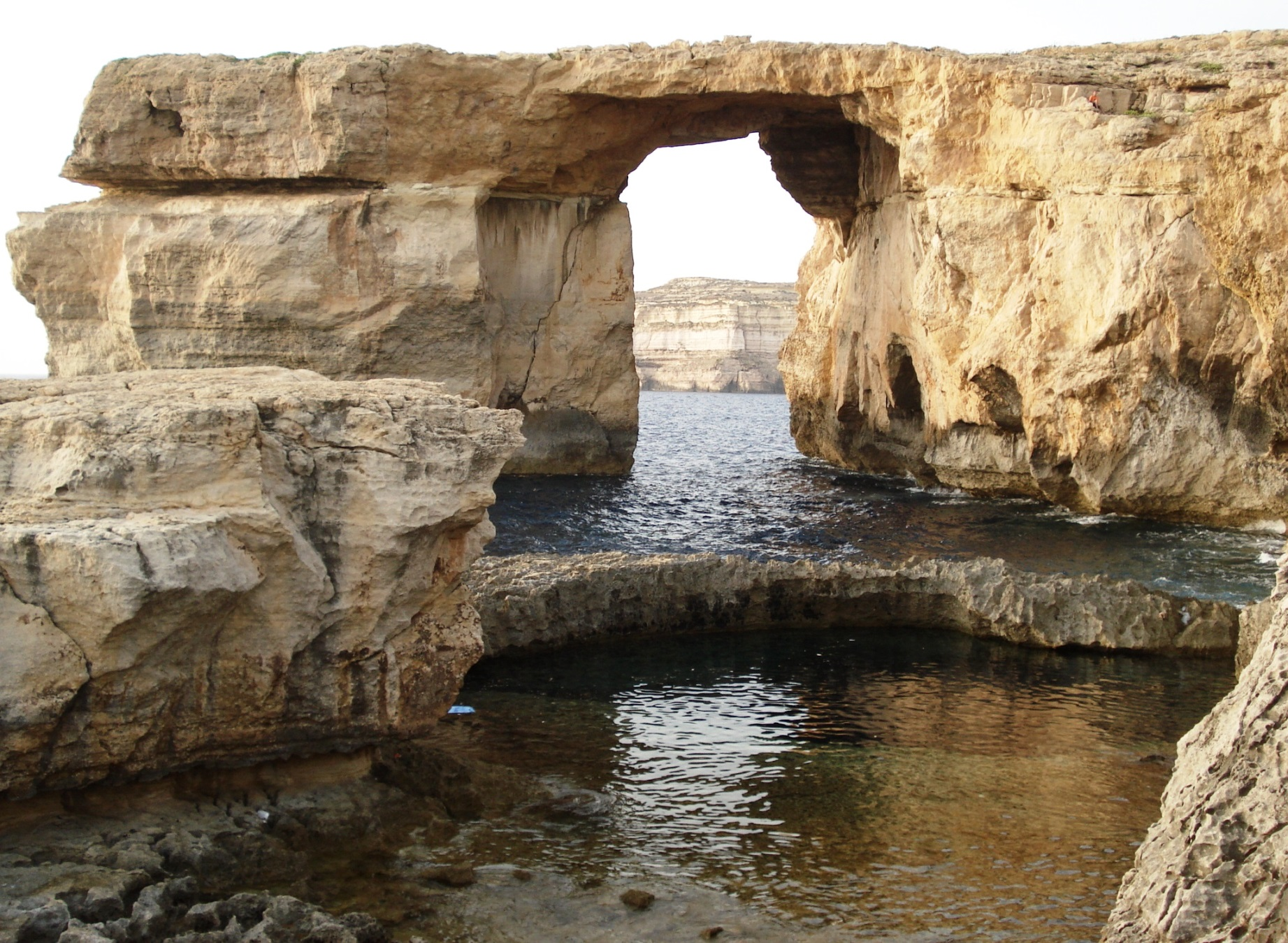
Blick auf das Blue Hole (im Hintergrund das Azure Window)

Das Blue Hole, in der Landessprache Ghar iż-Żerqa (oder einfach Iż-Żerqa) genannt, ist ein kleiner mariner See an der Westküste der maltesischen Insel Gozo auf Höhe des Ortes San Lawrenz.
Es handelt sich dabei um ein etwa 15 Meter tiefes und ca. 10 Meter breites Loch im Felsboden der Steilküste, auf Meereshöhe. Unter Wasser ist das Blue Hole ab ca. 7 Meter Tiefe durch eine große Öffnung in der Felswand mit dem offenen Meer verbunden.

## Tourismus
In unmittelbarer Nähe des Blue Hole befinden sich bekannte Touristenattraktionen wie Fungus Rock und Inland Sea. Das Blue Hole gilt als einer der schönsten Tauchplätze Gozos. Touristen und Taucher erreichen das Blue Hole über Treppen und Pfade, welche beim Parkplatz am ehemaligen Azure Window beginnen.